# Vivid (보아의 노래)
〈Vivid〉는 가수 보아가 일본에서 발매한 26번째 싱글이다. 수록된 3곡이 모두 타이틀 곡인 3A 싱글이고, 이러한 3A 싱글은 2003년 10월 발매된 〈DOUBLE〉 이후 4년 7개월 만이다.
싱글에 수록되어 있는 3곡은 〈Kissing you〉, 〈Sparkling〉, 〈Joyful Smile〉이다. 강렬한 느낌의 댄스곡을 많이 발매해 왔던 기존의 보아의 싱글들과는 달리 미디엄 템포 곡이나, 하우스 템포 곡 등으로 채워져 있다.
이 싱글은 "Vivid"라는 컨셉을 가지고 제작된 보아의 첫 컨셉 맥시 싱글로, "선명한", "발랄한"이라는 뜻을 가진 "Vivid"라는 말에 맞게, 노래·자켓 사진·뮤직 비디오를 제작했다. 자켓 사진은 분홍색 배경 속에 초록색 상의와 노란색 치마, 보라색 레깅스를 입거나(CD+DVD반), 빨간 줄무늬 상의와 여러 색이 혼합된 치마, 노란색 레깅스를 맞춰 입어(CD반) 눈에 잘 띄도록 촬영했다.
또, 그간 타이틀 곡이 다수더라도 한 싱글에서는 1곡의 뮤직 비디오를 촬영했던 것과는 달리 이 싱글에서는 2곡의 뮤직 비디오를 촬영하였다.
대한민국에는 2008년 6월 11일 라이선스 반으로 발매되었다.

## 수록곡
CD
1. Kissing you
  - 작사 : 후지바야시 쇼코 / 작곡 : ArmySlick / 편곡 : NAOKI-T
  - 사랑하는 사람이 슬프고 힘들 때 지켜주고 싶다는 가사의 따뜻한 미디엄 템포 곡이다. 테레비 아사히의 드라마 《7인의 여변호사》(2008년 방영된 2번째 시리즈)의 주제가로 사용되었으며, 보아가 일본의 연속극 주제가를 맡은 것은 이 곡이 처음이다.
  - 뮤직 비디오는 집과 바깥으로 구분되어 있는 원형 세트를 배경으로, 뮤직 비디오 전체가 한 개의 장면으로 쭉 촬영되어 있다. 나무에 걸린 풍선을 내려 아이에게 돌려주는 모습, 편지를 받고 좋아하는 모습 등이 동화같은 느낌으로 나타난다.
2. Sparkling
  - 작사 : MIZUE / 작곡 : 하라 가즈히로 / 편곡 : h-wonder
  - 전자음이 많이 사용된 하우스 템포 곡으로, 제스프리 "골드 키위"의 광고 음악으로 사용되었다.
  - 뮤직 비디오는 컴퓨터 그래픽을 적극적으로 사용하여 촬영되었다. 스탠드 마이크를 앞에 두고 노래하는 장면, 검은색 모자·자켓과 금빛 드레스를 입고 노래를 부르는 장면, 애니메이션 댄서들과 춤을 추는 장면 등이 주를 이루고 있다.
3. Joyful Smile
  - 작사 : Satomi / 작곡·편곡 : 아사다 마사아키
  - 남자친구를 놀라게 하고 싶어서 평소에 입지 않던 옷을 입고 신발을 신으며 상상하다가 약속 시간에 늦게 된다는 가사의 미디엄 템포 곡이다. 니혼테레비의 스포츠 정보 프로그램 "스포츠 우루구스"의 테마곡으로 선정되어 2008년 6월부터 방송되었다.
4. Kissing you (Instrumental)
5. Sparkling (Instrumental)
6. Joyful Smile (Instrumental)

- CD반 부가 영상(첫회반)
  - Vivid Jacket Shooting Off Shot + Kissing you & Sparkling Music Clip Digest

DVD
1. Kissing you (Music Clip)
2. Sparkling (Music Clip)
3. BoA TV 2nd Season -Kissing you & Sparkling Music Clip Making-（첫회반에만 수록）